# 董海荣
董海荣（1974年10月—），女，河南人，中国自动化控制专家，北京交通大学电子信息工程学院教授。主要从事交通智能控制与优化、交通系统感知与大数据等领域研究。

## 生平
1992年至1999年在郑州大学自动控制、基础数学专业学习，获工学学士、理学硕士学位。1999年至2002年在北京大学一般力学与力学基础专业学习，师从黄琳，获理学博士学位。2002年入职北京交通大学电子信息工程学院。2006年至2007年，在英国南安普顿大学担任访问学者。2017年担任轨道交通运行控制系统国家工程研究中心副主任。2018年6月获委任为裕兴科技独立非执行董事。2019年2月入选第四批国家“万人计划”科技创新领军人才，同年获国家杰出青年科学基金。2020年当选中国自动化学会会士。